# 大冶兵暴旧址
大冶兵暴旧址位于中华人民共和国湖北省黄石市大冶市大冶外国语学校院内，现为第六批全国重点文物保护单位。
1929年12月14日，在中共中央的指示下，国民革命军独立十五旅第二团二营五连排长程子华（中共地下党员）在红五军第五纵队和地方游击队的配合下发动了武装暴动，史称大冶兵暴。
旧址原为“武备学堂”，始建于清道光七年（1827年），同治六年（1867年）重修，光绪三十三年（1907年）在此设立大冶县高等小学堂。中华人民共和国成立后，这里先后成为大冶师范学校、大冶外国语学校。现存旧址为前后四栋相连的平房，砖木结构，建筑面积2500平方米。

## 文物保护情况
1954年被列为县级重点文物保护单位；1992年12月16日，以“‘大冶兵暴’旧址”的名义被湖北省人民政府列为第三批湖北省文物保护单位；2006年5月25日，以“大冶兵暴旧址”的名义被中华人民共和国国务院列为第六批全国重点文物保护单位。
其作为文物的保护范围为：大冶兵暴旧址及周围一定范围。四至：旧址四周向外延伸8米。
其作为文物的建设控制地带为：以保护范围四至为界，四周向外延伸50米。